# ドナルド・P・ブース

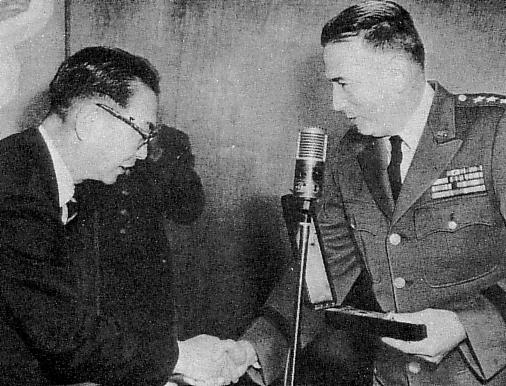
勲二等旭日重光章が授与されるブース

ドナルド・プレンティス・ブース（Donald Prentice Booth、1902年12月21日 - 1993年10月30日）は、アメリカ陸軍の軍人で、最終階級は陸軍中将であった。1958年5月1日から1961年2月12日まで琉球列島高等弁務官を務めた。

## 経歴

### 青年期
1902年12月21日にブースはニューヨーク州オールバニで誕生した。父・アルフレッド・ジェームス・ブース大佐（1875年 - 1937年）は、米西戦争や第一次世界大戦で活躍したアメリカ陸軍の軍人であった。ブースはハワイ州のプナホウ・スクールに入学し、その後1921年カンザス州レブンワースの高校を卒業する前に、テキサス州サンアントニオ、ニューヨーク州オールバニと同州パチョーグ（英語）の高校を転々と渡り歩いた。

### 軍歴
1926年に陸軍士官学校を卒業し、陸軍工兵少尉に任命された
。任命後コーネル大学で工学を学び、1930年は陸軍工兵将校コースを卒業した。1935年から1937年の間には陸軍士官学校の教官、1940年にはテキサス州ヒューストンで第2工兵大隊に仕え、その後1942年までシアトルで工兵地区指揮官の補佐を務めた。
1942年から1944年、ペルシア湾軍管区指揮官に任命され、1944年5月に准尉に昇格した。ペルシア湾軍管区 (Persian Gulf Command) では後に同盟国へ戦争協力するソビエト連邦へ物資を輸送する任務を負っていた。ブースは1944年から1945年に陸軍参謀長、その年の初頭から終戦までペルシア湾軍管区の指揮を執った。
第二次世界大戦後、ブースは知名度が高く、責任のある多くの官職に就く。終戦後は陸軍長官特別補佐官に、1953年から1954年、ドイツで陸軍州兵の第28歩兵師団、同年5月から11月は第9歩兵師団の指揮官へ、1955年から1958年までは陸軍参謀本部人事担当参謀次長、1958年から1961年琉球列島高等弁務官、1961年から1962年までアメリカ第4軍の指揮官に任命された。

### 高等弁務官時代
1958年に第2代琉球列島高等弁務官に就任した。沖縄各地を回り民情の把握に努めるなど、前任者のムーアとは異なり民意を尊重する姿勢を示して混乱の収拾に努め、懸案だった軍用地問題も彼の時代に一応の解決をみた。他の主な施策として、新集成刑法施行の無期延期を決めたり、行政主席選任に際して立法院の第一政党の意見を取り入れる「第一党方式」を採用するなど、一定の譲歩を行った。また、ドルへの通貨交換を実施し、貿易の促進を図ったりした。
ブースはアメリカ陸軍の殊勲章の他に、1961年には琉球列島高等弁務官時代の業績が讃えられ、勲二等旭日重光章が授与された。

### 退役後
1962年に退役した彼はカリフォルニア州サンタバーバラに居住し、1993年10月30日にこの地で死去した。彼の遺体はアーリントン国立墓地に埋葬された。

## 年表
- 1902年・・・オールバニで誕生
- 1921年・・・高校を転々と渡り歩く。
- 1926年・・・陸軍工兵少尉に就任
- 1930年・・・陸軍工兵将校コースを卒業
- 1942年・・・ペルシア湾軍管区指揮官に就任
- 1945年・・・知名度が高く、責任のある多くの官職に就く。
- 1958年・・・第2代琉球列島高等弁務官に就任
- 1961年・・・勲二等旭日重光章授与
- 1962年・・・退役
- 1993年・・・死去